# Антонов, Александр Владимирович
Алекса́ндр Влади́мирович Анто́нов (род. 15 октября 1954, Вильнюс) — советский и российский кибернетик, специалист в области статистических моделей анализа безопасности, надёжности и ресурса сложных систем; педагог. Доктор технических наук (1995), профессор (1997). Декан факультета кибернетики Обнинского института атомной энергетики (с 2002).

## Биография
Александр Антонов родился 15 октября 1954 года в Вильнюсе.
В 1977 году окончил Обнинский филиал Московского инженерно-физического института (в настоящее время — Обнинский институт атомной энергетики) по кафедре «Автоматизированные системы управления» (АСУ) и одноимённой специальности и был оставлен для работы на кафедре. В 1979—1982 годах учился в аспирантуре Московского инженерно-физического института (МИФИ) по специальности АСУ. В 1985 году защитил в МИФИ диссертацию на соискание учёной степени кандидата технических наук на тему «Разработка и исследование комбинированных методов оценки характеристик надежности элементов ядерных энергетических установок». В 1986 году присвоено учёное звание доцента по кафедре «Автоматизированные системы управления».
В 1995 году защитил в Московском энергетическом институте диссертацию на соискание учёной степени доктора технических наук на тему «Разработка методических вопросов статистического оценивания надежности и оптимизации обслуживания объектов ядерной энергетики в условиях ограниченной информации» по специальности 05.14.03 — ядерные энергетические установки. В 1997 году присвоено учёное звание профессора по кафедре АСУ.
С 2000 года — декан факультета кибернетики Обнинского института атомной энергетики (ИАТЭ).
Основная научная работа — по тематике «Теоретические основы анализа надежности и прогнозирования ресурса оборудования атомных станций. Анализ безопасности и риска от их эксплуатации».
Опубликовал более 180 научных работ.
Член Учёного совета ИАТЭ, член диссертационного совета Сургутского государственного университета.
Читает лекционные курсы: «Системный анализ», «Планирование эксперимента», «Математические модели АСНИ», «Проектирование АСОИУ», «Параметрические методы обработки экспериментальные информации».
Среди учеников — 10 кандидатов наук.
Член редакционной коллегии электронного научного журнала "Фундаментальные исследования", «Современные наукоёмкие технологии».

## Награды и звания
- Нагрудный знак «Почётный работник высшего профессионального образования» (2003)
- Почётная грамота Министерства образования Российской Федерации
- Соросовский профессор
- Медаль «За заслуги в повышении безопасности атомных станций» концерна «Росэнергоатом»
- Нагрудный знак «Ветеран атомной энергетики и промышленности»

### Монографии
- Антонов А. В., Острейковский В. А. Оценивание характеристик надежности элементов и систем ЯЭУ комбинированными методами. — М.: Энергоатомиздат, 1993. — 367 с.

### Учебники и учебные пособия
- Антонов А. В. Анализ и синтез сложных систем в условиях ограниченной информации: Учебное пособие по курсу «Автоматизация процессов проектирования АСУ». — Обнинск: ИАТЭ, 1986.
- Антонов А. В. Лабораторный практикум по курсу «Математические модели АСНИ»: (Для студентов специальности 22.02) / Обнинский институт атомной энергетики, Факультет кибернетики. — Обнинск: ИАТЭ, 1993. — 50 с.
- Антонов А. В. Проектирование систем: Учебное пособие по курсам «Основы автоматизир. упр.» и «Проектирование АСОИУ»: (Для студентов специальности 2202 и направления 552600) / Обнинский институт атомной энергетики, Факультет кибернетики. — Обнинск: ИАТЭ, 1996. — 157 с.
- Антонов А. В., Чепурко В. А. Планирование эксперимента: Учебное пособие по курсам: «Планирование экспериментальных и научных исследований» и «Математические модели АСНИ». — Обнинск: ИАТЭ, 1999. — 100 с.
- Антонов А. В. Системный анализ. Методология. Построение моделей: Учебное пособие для студентов спец. 22.02.00 и магистров напр.55.28.00. — Обнинск: ИАТЭ, 2001. — 274 с.
- Антонов А. В. Системный анализ. Математические модели и методы: Учебное пособие для студентов специальности 22.02.00 и магистров направления 55.28.00. — Обнинск: ИАТЭ, 2002. — 114 с.
- Антонов А. В. Процедуры выполнения вероятностного анализа безопасности: Курс лекций. — Обнинск: ИАТЭ, 2002. — 125 с.
- Антонов А. В. Системный анализ. — М.: Высшая школа, 2004. — 456 с. — 3000 экз. — ISBN 5-06-004862-4.
- Антонов А. В., Никулин М.С. Статистические модели в теории надежности: Учебное пособие. — М.: Абрис, 2012. — 390 с.
- Антонов А.В., Никулин М.С., Никулин А.М., Чепурко В.А. Теория надежности. Статистические модели: Учеб. пособие. - М.: ИНФРА-М, 2015, -576с.

### Статьи
- Антонов А. В. К вопросу оценки неопределенностей моделей при проведении вероятностного анализа безопасности энергоблоков атомных станций // Известия ВУЗов РФ. Ядерная энергетика. — 1999. — № 1. — С. 50—55.
- Антонов А. В., Пляскин А. В. К вопросу расчета надежности системы с ограниченным количеством запасных элементов // Известия ВУЗов РФ. Ядерная энергетика. — 2000. — № 2. — С. 12—23.
- Антонов А. В., Дагаев А. В., Чепурко В. А. Модель анализа надежности подсистем ЯЭУ со встроенным контролем // Известия ВУЗов. Ядерная энергетика. — 2001. — № 2. — С. 3—9.
- Антонов А. В., Пляскин А. В., Чепурко В. А. Оптимизация числа запасных элементов оборудования, важного для безопасности АЭС // Методы менеджмента качества. — 2001. — № 8. — С. 27—30.
- Антонов А. В., Русанов Е. А. Статистический метод оценки и прогнозирования остаточного ресурса объектов ядерных установок // Диагностика и прогнозирование состояния объектов сложных информационных интеллектуальных систем: Сборник научных трудов кафедры АСУ № 13. — Обнинск: ИАТЭ, 1999. — С. 13—18.
- Антонов А. В., Дагаев А. В., Чепурко В. А. Неасимптотические модели систем с многократным восстановлением // Диагностика и прогнозирование состояния объектов сложных информационных интеллектуальных систем: Сборник научных трудов кафедры АСУ № 13. — Обнинск: ИАТЭ, 1999. — С. 18—27.
- Антонов А. В., Пляскин А. В. Расчет показателей надежности систем с ограниченным количеством запасных элементов // Диагностика и прогнозирование состояния объектов сложных информационных интеллектуальных систем: Сборник научных трудов кафедры АСУ № 13. — Обнинск: ИАТЭ, 1999. — С. 27—34.
- Антонов А. В., Волников И. С. Об одном методе оценки коэффициента готовности для систем с неполным восстановлением работоспособности после отказа // Диагностика и прогнозирование состояния объектов сложных информационных интеллектуальных систем: Сборник научных трудов кафедры АСУ № 13. — Обнинск: ИАТЭ, 1999. — С. 34—39.
- Антонов А. В., Пляскин А. В., Чепурко В. А. Оптимизация количества запасных элементов с учетом экономического фактора на примере элементов СУЗ БиАЭС // Диагностика и прогнозирование состояния объектов сложных информационных интеллектуальных систем: Сборник трудов кафедры АСУ № 14. — Обнинск: ИАТЭ, 2001. — С. 5—8.